# Karevo
Karevo (oroszul: Карево) falu Oroszországban, a Pszkovi területen, a Kunyjai járásban. Önálló önkormányzata nincs, a 33 települést magában foglaló Zsizsicai körzethez tartozik.

## Földrajza
Zsizsica önkormányzati központtól 5 km-re nyugatra, a Kadoszno tó északnyugati partján található.

## Lakossága
2001-ben a lakosság száma 31 fő volt.

## Története
Karevo a nagy orosz zeneszerző Modeszt Petrovics Muszorgszkij szülőhelye. A közeli Naumovo faluban található a zeneszerző egykori birtoka, amely napjainkban a Pszkovi Múzeum filiáléja..

## Fordítás
- Ez a szócikk részben vagy egészben  a   Karevo, Pskov Oblast című angol Wikipédia-szócikk ezen változatának fordításán alapul.  Az eredeti cikk szerkesztőit annak laptörténete sorolja fel. Ez a jelzés csupán a megfogalmazás eredetét és a szerzői jogokat jelzi, nem szolgál a cikkben szereplő információk forrásmegjelöléseként.